# Alex Bregman

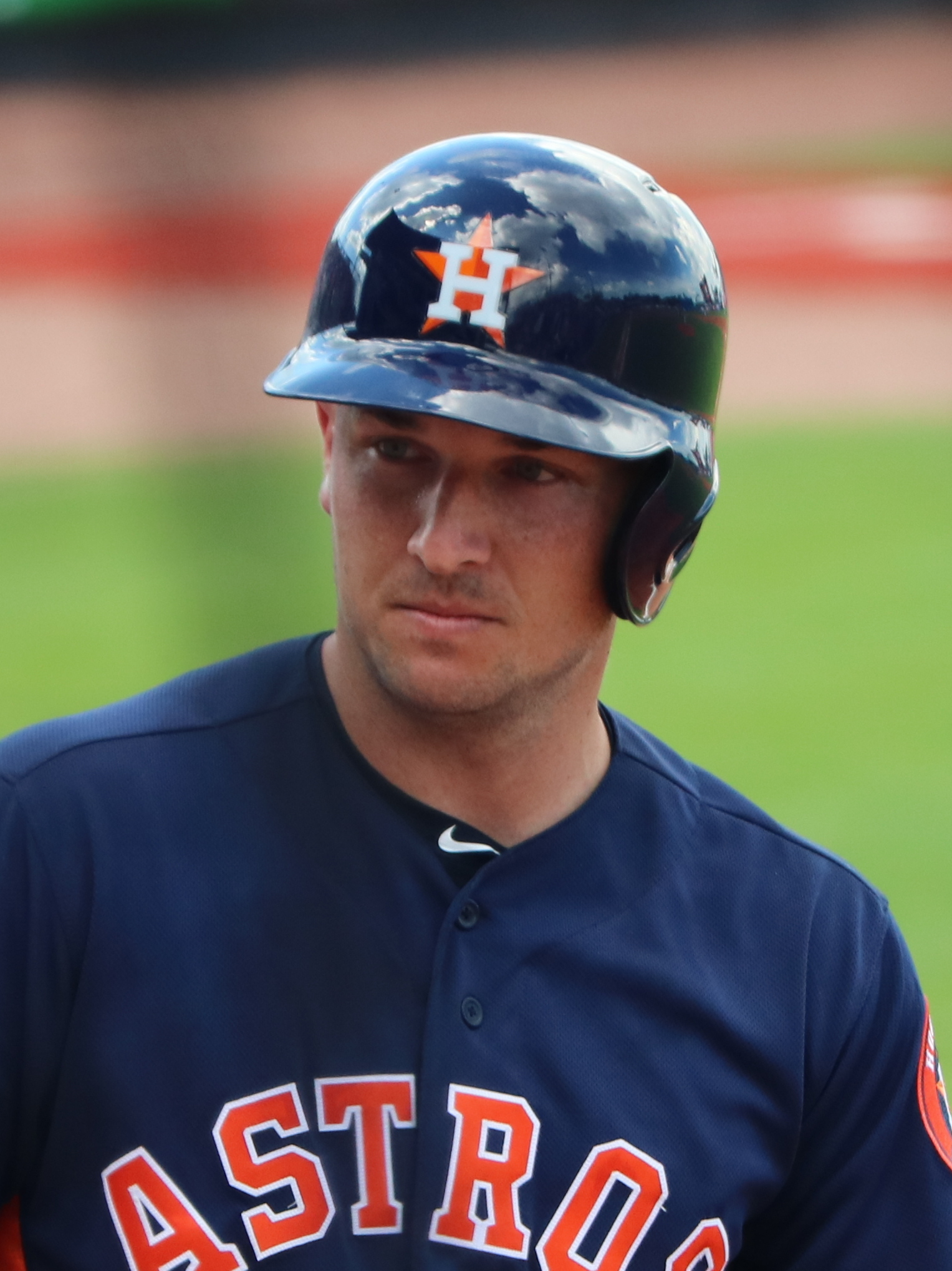
Alex Bregman, 2019.

Alexander David "Alex" Bregman, född 30 mars 1994 i Albuquerque i New Mexico, är en amerikansk professionell basebollspelare som spelar som tredjebasman och shortstop för Houston Astros i Major League Baseball (MLB).
Han draftades av Boston Red Sox i 2012 års MLB-draft men inget kontrakt upprättades mellan parterna. Bregman började istället studera på Louisiana State University och spelade för deras idrottsförening LSU Tigers basebollag. Han gick igen i draften år 2015 och blev då vald av Astros.
Han har vunnit bland annat en World Series och en Silver Slugger Award Bregman vann också en guldmedalj med det amerikanska basebollandslaget vid 2017 års upplaga av World Baseball Classic.